# Station Villerupt-Micheville
Station Villerupt-Micheville (Frans: Gare de Villerupt-Micheville) was een spoorwegstation in de plaats en gemeente Villerupt in Frankrijk.
Het station lag aan de lijn Longwy - Villerupt-Micheville en aan de lijn Valleroy-Moineville - Villerupt-Micheville.